# Klaus von Dohnanyi
Klaus von Dohnanyi (Hamburg, 1928. június 23. –) német politikus. 1981 és 1988 között Hamburg első polgármestere, a Dohnányi család tagja.

## Életpályája
Az élete első tíz évét Berlin Grunewald kerületében töltötte. Apját 1938-ban Lipcsébe helyezték át birodalmi bírónak (Reichsgerichtsrat). 1940 és 1944 között Ettalban iskolában tanult és az internátusban élt.
1945 májusában néhány napra kanadai hadifogságba esett.
1946-ban érettségizett a Szent Ottilien-i bencés kolostorban Eresingben. Majd a Lajos–Miksa Egyetemen jogot tanult.
Dohnányi 1957 óta az SPD tagja. 1979-ben az SPD tartományi elnökévé választották Rajna-vidék-Pfalz tartományban.
1969-től 1981. június 24-i lemondásáig a Bundestag tagja volt.
1969-ben parlamenti államtitkár az oktatásügyi minisztériumban majd 1972-ben oktatásügyi miniszter lett.
1976. december 16-án a Külügyminisztérium államminiszterévé nevezték ki.
1981. június 24-én Dohnányit Hamburg Első polgármesterévé választották Hans-Ulrich Klose utódjaként.
A párton belüli hatalmi intrikák és a politikai térhiány miatt Dohnányi 1988. június 8-án lemondott a polgármesteri tisztségről.

## Publikációk
- Brief an die Deutschen Demokratischen Revolutionäre. München 1990, ISBN 978-3-378-00428-3[7]
- Das deutsche Wagnis. Droemer Knauer, München 1990, ISBN 978-3-426-26495-9
- Notenbankkredit an den Staat?: Beiträge und Stellungnahmen zu dem Vorschlag, öffentliche Investitionen mit zins- und tilgungsfreien Notenbankkrediten zu finanzieren. Klaus von Dohnanyi (Hrsg.). [Willi Albers ...]. 1. Aufl., Nomos Verlagsgesellschaft, Baden-Baden 1986. (Schriften zur monetären Ökonomie; 22) ISBN 3-78901214-9
- Nationale Interessen. Orientierung für deutsche und europäische Politik in Zeiten globaler Umbrüche. Siedler Verlag, München 2022, ISBN 978-3-8275-0154-7

### Magyarul
- Nemzeti érdekek. Útmutatás a német és az európai politika számára a globális átalakulások korába; ford. Mesés Péter; Habsburg Ottó Alapítvány, Budapest, 2022 (Magistra vitae)

## Fordítás
- Ez a szócikk részben vagy egészben  a   Klaus von Dohnanyi című német Wikipédia-szócikk fordításán alapul.  Az eredeti cikk szerkesztőit annak laptörténete sorolja fel. Ez a jelzés csupán a megfogalmazás eredetét és a szerzői jogokat jelzi, nem szolgál a cikkben szereplő információk forrásmegjelöléseként.